# Szczecinki przedszwowe

Tułów muchówki z nadrodziny Muscoidea w widoku grzbietowym: szczecinki przedszwowe oznaczone ps

Szczecinki przedszwowe (łac. chaetae praesuturales) – rodzaj szczecinek występujący na tułowiu muchówek.
Szczecinki te tworzą parę, z których każda ulokowana jest z przeciwnej strony grzbietu. Osadzone są mniej więcej na wysokości szczecinek nadskrzydłowych, a nieco nad szczecinkami przedskrzydłowymi, tuż przed szwem.